# Sarto Fournier

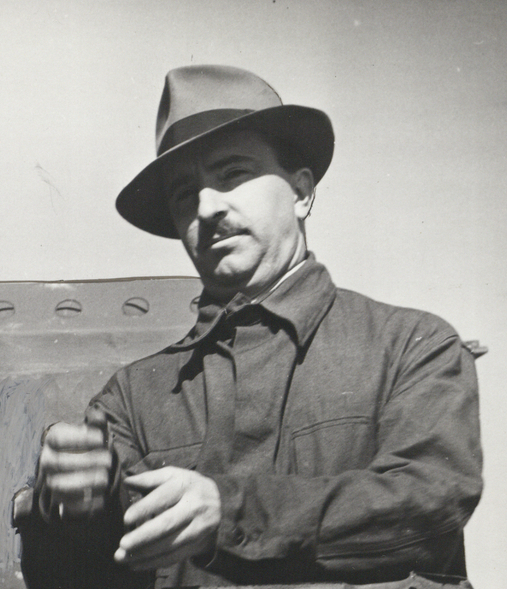
Sarto Fournier (1942)

Sarto Fournier (* 15. Februar 1908 in East Broughton, Québec; † 23. Juli 1980 in Ottawa, Ontario) war ein kanadischer Politiker (Liberale Partei). Von 1935 bis 1953 war er Abgeordneter des Unterhauses, danach bis zu seinem Tod Senator. Außerdem amtierte er von 1957 bis 1960 als Bürgermeister der Stadt Montreal.

## Biografie
Fournier studierte Recht an der McGill University und an der Université de Montréal, 1938 erhielt er die Zulassung als Rechtsanwalt. Im Alter von 27 Jahren trat er für die Liberale Partei zur Unterhauswahl 1935 an und siegte im Wahlkreis Maisonneuve-Rosemont. Dreimal in Folge gelang ihm die Wiederwahl. Im Unterhaus war er stets ein Hinterbänkler. Im Juni 1953 berief ihn Premierminister Louis Saint-Laurent in den Senat; er war damals der jüngste aller Senatoren.
1950 und 1954 kandidierte Fournier erfolglos als Bürgermeister von Montreal. Beim ersten Mal unterlag er Camillien Houde, beim zweiten Mal Jean Drapeau. Als Reaktion darauf gründete er eine neue lokale Partei namens Ralliement du Grand Montréal, um Drapeaus Gegner zu vereinen. Er konnte auch auf die Unterstützung von Provinzpremier Maurice Duplessis, der in Drapeau einen potenziellen Rivalen sah. 1957 setzte sich Fournier in der Bürgermeisterwahl mit 51 % der Stimmen gegen Drapeau durch, doch sein enges Verhältnis zu Duplessis hatte 1958 den vorübergehenden Ausschluss aus der Liberalen Partei zur Folge.
Als Bürgermeister konnte Fournier nur wenige Akzente setzen, da Drapeaus eigene Partei, die Parti civique, weiterhin die Mehrheit im Stadtrat hatte. Während seiner Amtszeit wurde unter anderem der Sankt-Lorenz-Seeweg eröffnet. Erfolg hatte er mit der Kandidatur Montreals für die Ausrichtung der Weltausstellung Expo 67. 1960 gelang ihm die Wiederwahl nicht und er musste sich Drapeau geschlagen geben (eine weitere Kandidatur 1962 blieb ebenfalls erfolglos). Danach konzentrierte er sich auf seine Tätigkeit im Senat, dem er weitere 20 Jahre lang angehörte.